# Кипар на Светском првенству у атлетици на отвореном 2015.
Кипар је учествовао на Светском првенству у атлетици на отвореном 2015. одржаном у Пекингу од 12. до 30. августа четрнаести пут. Није учествовао 2011. године. Репрезентацију Кипра представљало је троје атлетичара који су се такмичили у четири дисциплине.,
На овом првенству Кипар није освојио неку медаљу, нити је оборен неки рекорд.
У табели успешности (према броју и пласману такмичара који су учествовали у финалним такмичењима (првих 8 такмичара)) Кипар је са једним учесником у финалу делио 59. место са 3 бода, од 68 земаља које су имале представнике у финалу. На првенству је учествовало 207 земаља чланица ИААФ.
| Плас. | Земља | 1. место | 2. место | 3. место | 4. место | 5. место | 6. место | 7. место | 8. место | Бр. финал. | Бод. |
| ----- | ----- | -------- | -------- | -------- | -------- | -------- | -------- | -------- | -------- | ---------- | ---- |
| = 59. | Кипар | 0        | 0        | 0        | 0        | 0        | 1        | 0        | 0        | 1          | 3    |

## Учесници
| Дисциплина   | Спортисти              | Спортисти         |
| Дисциплина   | Мушкарци               | Жене              |
| ------------ | ---------------------- | ----------------- |
| 100 м        | -                      | Рамона Папајоану  |
| 100 м        | -                      | Рамона Папајоану² |
| Скок увис    | Димитриос Хондрокоукис | -                 |
| Бацање диска | Апостолис Парелис      | -                 |

## Резултати

### Мушкарци
| Атлетичар              | Дисциплина   | Лични рекорд | Квалификације | Квалификације | Финале   | Финале       | Детаљи |
| Атлетичар              | Дисциплина   | Лични рекорд | Резултат      | Место         | Резултат | Место        | Детаљи |
| ---------------------- | ------------ | ------------ | ------------- | ------------- | -------- | ------------ | ------ |
| Димитриос Хондрокоукис | скок увис    | 2,33д        | 2,31          | 3. у гр. Б КВ | 2,25     | 11 / 39 (41) |        |
| Апостолис Парелис      | бацање диска | 65,36 НР     | 6,41          | 3 у гр. А кв  | 64,55    | 6 / 30 (31)  |        |

### Жене
| Атлетичар        | Дисциплина | Лични рекорд | Квалификације | Квалификације | Полуфинале            | Полуфинале            | Финале                | Финале        | Детаљи |
| Атлетичар        | Дисциплина | Лични рекорд | Резултат      | Место         | Резултат              | Место                 | Резултат              | Место         | Детаљи |
| ---------------- | ---------- | ------------ | ------------- | ------------- | --------------------- | --------------------- | --------------------- | ------------- | ------ |
| Рамона Папајоану | 100 м      | 11,36        | 11,29         | 3. у гр. 4 кв | 11,38                 | 8. у пф. 2            | Није се квалификовала | 24. / 52 (54  |        |
| Рамона Папајоану | 200 м      | 23,19        | 23,30         | 4. у гр. 1    | Није се квалификовала | Није се квалификовала | Није се квалификовала | 34. / 49 (51) |        |